# Cimetière Golovinskoïe
Le cimetière Golovinskoïe (en russe : Головинское кладбище) est une nécropole de Moscou.

## Situation et accès
Il est situé dans le district municipal Golovinski dans le district administratif nord de Moscou.. 

## Origine du nom
Le nom vient de l'ancien village de Golovino.

## Historique
Il a été fondé en 1951 sur les 15 ha du parc de l'ancien monastère Notre-Dame de Kazan du village de Golovino qui en 1960 a été inclus dans le territoire de la capitale. Le cimetière en tient son nom.
Sur le territoire du cimetière se trouve la cathédrale du Saint-tsar Nicolas (храм Святого царя Мученика Николая II).

## Personnalités inhumées au cimetière Golovinskoïe
- Olga Arosseva (1925-2013), actrice
- Eugeni Babitch (1921-1972), joueur de hockey sur glace et de football
- Alexandre Bek (1903-1972), écrivain soviétique
- Vladimir Bountchikov (1902-1995), chanteur
- Vladimir Grigorievitch Fedorov (1874-1966), fabricant d'armes
- Vitaly Fedortchouk (1918-2008), directeur-général du KGB.
- Samouïl Feinberg (1890-1962), pianiste, compositeur et pédagogue russe
- Boris Peteline (1924-1990), joueur de hockey sur glace
- Gavriil Popov (1904-1972), compositeur
- Valentina Serova (1917-1975), actrice soviétique
- Vera Smirnova (1898-1977), écrivain et critique littéraire
- Sergueï Soloviov (1915-1967), joueur de hockey sur glace et de football
- Andreï Toutychkine (1910-1971), acteur
- Matveï Zotov (1914-1970), pilote de chasse, Héros de l'Union soviétique.